# Mikroevolution
Mikroevolution är uppkomsten av småskaliga förändringar i en populations genfrekvens under några generationer. Detta kallas även förändringar under artnivå. Dessa förändringar kan bero på flera saker, exempelvis mutation, genflöde, genetisk drift eller det naturliga urvalet.
Välkända exempel på mikroevolution är bakterier som blir resistenta mot antibiotika och skillnader i hudfärg mellan olika folkgrupper.